# Campionato nordamericano maschile di pallavolo 2015
Il campionato nordamericano maschile di pallavolo 2015 si è svolto dal 5 all'8 ottobre 2015 a Córdoba, in Messico: al torneo hanno partecipato sette squadre nazionali nordamericanee e la vittoria finale è andata per la prima volta al Canada.

## Impianti
|                                                             |  |  |
|                                                             |  |  |
| Arena Córdoba Città: Córdoba Capienza: ? Anno d'apertura: ? |  |  |

### Formula
Le squadre hanno disputato una prima fase a gironi con formula del girone all'italiana; al termine della prima fase:
- Le prime tre classificate di ogni girone hanno acceduto alla fase finale per il primo posto, strutturata in ottavi di finale (a cui hanno partecipato le seconde e le terze classificate di ogni girone), quarti di finale, semifinali, finale per il terzo posto e finale.
- Le due eliminate ai quarti di finale hanno disputato la finale per il quinto posto.
- L'ultima classificata del girone B e l'eliminata alla finale per il quinto posto hanno disputato la finale per il sesto posto.

### Criteri di classifica
Se il risultato finale è stato di 3-0 sono stati assegnati 5 punti alla squadra vincente e 0 a quella sconfitta, se il risultato finale è stato di 3-1 sono stati assegnati 4 punti alla squadra vincente e 1 a quella sconfitta, se il risultato finale è stato di 3-2 sono stati assegnati 3 punti alla squadra vincente e 2 a quella sconfitta.
L'ordine del posizionamento in classifica è stato definito in base a:
- Numero di partite vinte;
- Punti;
- Rapporto dei set vinti/persi;
- Rapporto dei punti realizzati/subiti;
- Risultati degli scontri diretti.

## Squadre partecipanti
| Squadra           | Qualificazione      | Ultima partecipazione |
| ----------------- | ------------------- | --------------------- |
| Canada            | -                   | Canada 2013           |
| Costa Rica        | -                   | Porto Rico 2011       |
| Cuba              | -                   | Canada 2013           |
| Honduras          | -                   | Canada 1991           |
| Messico           | Paese organizzatore | Canada 2013           |
| Porto Rico        | -                   | Canada 2013           |
| Trinidad e Tobago | -                   | Porto Rico 2011       |

## Torneo

### Prima fase
| Girone A   | Girone B          |
| ---------- | ----------------- |
| Canada     | Costa Rica        |
| Honduras   | Cuba              |
| Porto Rico | Messico           |
| -          | Trinidad e Tobago |

#### Girone A

##### Risultati
| 5 ottobre 2015 Arena Córdoba, Córdoba Durata: 1h:01 - Spettatori: 1 000 | Canada     | 3 - 0 | Honduras   | 25-13, 25-10, 25-10 |
| 6 ottobre 2015 Arena Córdoba, Córdoba Durata: 1h:13 - Spettatori: 1 000 | Honduras   | 0 - 3 | Porto Rico | 16-25, 19-25, 13-25 |
| 7 ottobre 2015 Arena Córdoba, Córdoba Durata: 1h:22 - Spettatori: 700   | Porto Rico | 0 - 3 | Canada     | 23-25, 17-25, 23-25 |

##### Classifica
| Pos | Squadra    | Pt | G | V | P | SV | SP | Ratio | PF  | PS  | Ratio |
| --- | ---------- | -- | - | - | - | -- | -- | ----- | --- | --- | ----- |
| 1   | Canada     | 10 | 2 | 2 | 0 | 6  | 0  | MAX   | 150 | 96  | 1.563 |
| 2   | Porto Rico | 5  | 2 | 1 | 1 | 3  | 3  | 1.000 | 138 | 123 | 1.122 |
| 3   | Honduras   | 0  | 2 | 0 | 2 | 0  | 6  | 0.000 | 81  | 150 | 0.540 |

#### Girone B

##### Risultati
| 5 ottobre 2015 Arena Córdoba, Córdoba Durata: 1h:17 - Spettatori: 200   | Cuba              | 3 - 0 | Costa Rica        | 25-14, 25-13, 25-18        |
| 5 ottobre 2015 Arena Córdoba, Córdoba Durata: 1h:18 - Spettatori: 1 000 | Messico           | 3 - 0 | Trinidad e Tobago | 25-22, 25-16, 25-22        |
| 6 ottobre 2015 Arena Córdoba, Córdoba Durata: 0h:58 - Spettatori: 800   | Trinidad e Tobago | 0 - 3 | Cuba              | 11-25, 13-25, 12-25        |
| 6 ottobre 2015 Arena Córdoba, Córdoba Durata: 1h:09 - Spettatori: 1 800 | Messico           | 3 - 0 | Costa Rica        | 25-21, 25-18, 25-19        |
| 7 ottobre 2015 Arena Córdoba, Córdoba Durata: 1h:50 - Spettatori: 400   | Costa Rica        | 3 - 1 | Trinidad e Tobago | 20-25, 25-18, 25-23, 25-21 |
| 7 ottobre 2015 Arena Córdoba, Córdoba Durata: 1h:05 - Spettatori: 2 000 | Messico           | 0 - 3 | Cuba              | 18-25, 17-25, 14-25        |

##### Classifica
| Pos | Squadra           | Pt | G | V | P | SV | SP | Ratio | PF  | PS  | Ratio |
| --- | ----------------- | -- | - | - | - | -- | -- | ----- | --- | --- | ----- |
| 1   | Cuba              | 15 | 3 | 3 | 0 | 9  | 0  | MAX   | 225 | 130 | 1.731 |
| 2   | Messico           | 10 | 3 | 2 | 1 | 6  | 3  | 2.000 | 199 | 193 | 1.031 |
| 3   | Costa Rica        | 5  | 3 | 1 | 2 | 3  | 7  | 0.429 | 198 | 237 | 0.835 |
| 4   | Trinidad e Tobago | 0  | 3 | 0 | 3 | 1  | 9  | 0.111 | 183 | 245 | 0.747 |

### Finali 1º e 3º posto
|  | Quarti     | Quarti     |        |            | Semifinali         | Semifinali         |  |  | Finale 1º/2º posto | Finale 1º/2º posto |
|  |            |            |        |            |                    |                    |  |  |                    |                    |
|  |            |            |        |            |                    |                    |  |  |                    |                    |
|  |            |            |        |            |                    |                    |  |  |                    |                    |
|  | -          | -          |        |            |                    |                    |  |  |                    |                    |
|  | -          | -          |        |            |                    |                    |  |  |                    |                    |
|  | -          | -          |        |            |                    |                    |  |  |                    |                    |
|  | -          | -          | Canada | 3          |                    |                    |  |  |                    |                    |
|  |            |            | Canada | 3          |                    |                    |  |  |                    |                    |
|  |            | Messico    | 2      |            |                    |                    |  |  |                    |                    |
|  | Messico    | Messico    | 2      | 3          |                    |                    |  |  |                    |                    |
|  | Messico    |            |        | 3          |                    |                    |  |  |                    |                    |
|  | Honduras   | 0          |        |            |                    |                    |  |  |                    |                    |
|  | Honduras   | 0          | Canada | 3          |                    |                    |  |  |                    |                    |
|  |            |            | Canada | 3          |                    |                    |  |  |                    |                    |
|  |            | Cuba       | 1      |            |                    |                    |  |  |                    |                    |
|  | -          | Cuba       | 1      | -          |                    |                    |  |  |                    |                    |
|  | -          |            |        | -          |                    |                    |  |  |                    |                    |
|  | -          | -          |        |            |                    |                    |  |  |                    |                    |
|  | -          | -          | Cuba   | 3          | Finale 3º/4º posto | Finale 3º/4º posto |  |  |                    |                    |
|  |            |            | Cuba   | 3          | Finale 3º/4º posto | Finale 3º/4º posto |  |  |                    |                    |
|  |            | Porto Rico | 1      |            |                    |                    |  |  |                    |                    |
|  | Porto Rico | Porto Rico | 1      | 3          | Messico            | 0                  |  |  |                    |                    |
|  | Porto Rico |            |        | 3          | Messico            | 0                  |  |  |                    |                    |
|  | Costa Rica | 0          |        | Porto Rico | 3                  |                    |  |  |                    |                    |
|  | Costa Rica | 0          |        |            | 3                  |                    |  |  |                    |                    |
|  |            |            |        |            |                    |                    |  |  |                    |                    |
|  |            |            |        |            |                    |                    |  |  |                    |                    |

#### Quarti di finale
| 8 ottobre 2015 Arena Córdoba, Córdoba Durata: 1h:11 - Spettatori: 1 000 | Porto Rico | 3 - 0 | Costa Rica | 25-17, 25-19, 25-19 |
| 8 ottobre 2015 Arena Córdoba, Córdoba Durata: 1h:14 - Spettatori: ?     | Messico    | 3 - 0 | Honduras   | 25-20, 25-13, 25-22 |

#### Semifinali
| 9 ottobre 2015 Arena Córdoba, Córdoba Durata: 1h:52 - Spettatori: 1 500 | Cuba   | 3 - 1 | Porto Rico | 20-25, 25-20, 25-23, 25-22       |
| 9 ottobre 2015 Arena Córdoba, Córdoba Durata: 2h:02 - Spettatori: 2 000 | Canada | 3 - 2 | Messico    | 20-25, 25-16, 18-25, 25-17, 15-7 |

#### Finale 3º posto
| 10 ottobre 2015 Arena Córdoba, Córdoba Durata: 1h:17 - Spettatori: 2 500 | Messico | 0 - 3 | Porto Rico | 23-25, 21-25, 19-25 |

#### Finale
| 10 ottobre 2015 Arena Córdoba, Córdoba Durata: 1h:43 - Spettatori: 2 500 | Canada | 3 - 1 | Cuba | 25-23, 19-25, 25-18, 25-17 |

### Finale 5º posto
| 10 ottobre 2015 Arena Córdoba, Córdoba Durata: 2h:07 - Spettatori: 850 | Costa Rica | 2 - 3 | Honduras | 23-25, 25-20, 25-23, 21-25, 6-15 |

### Finale 6º posto
| 10 ottobre 2015 Arena Córdoba, Córdoba Durata: 1h:18 - Spettatori: 400 | Trinidad e Tobago | 3 - 0 | Costa Rica | 27-25, 25-13, 25-23 |

## Podio

### Campione
Formazione: 1 Sanders, 2 Perrin, 3 Lewis, 4 Verhoeff, 6 Duff, 8 Simac, 9 Schneider, 10 van Lankvelt, 11 Jansen VanDoorn, 14 Burt, 15 Winters, 18 N. Hoag, 19 Bann, 22 Marshall, CT: G. Hoag

### Secondo posto
Formazione: 2 Melgarejo, 3 Calvo, 4 Jiménez, 5 Concepción, 7 García, 8 Cepeda, 9 Osoria, 12 Alfonso, 13 Rivera, 14 Uriarte, 16 Sosa, 21 Goide, CT: Sánchez

### Terzo posto
Formazione: 2 Goás, 4 Del Valle, 6 Pérez, 7 Escalante, 8 E. Rivera, 10 Cruz, 11 Torres, 12 Soto, 14 Román, 15 Núñez, 16 J. Rivera, 20 Sánchez, CT: Gaspar

## Classifica finale
| Pos | Squadra           | Qualificazione                                                        |
| --- | ----------------- | --------------------------------------------------------------------- |
|     | Canada            | Torneo di qualificazione nordamericano ai Giochi della XXXI Olimpiade |
|     | Cuba              | Torneo di qualificazione nordamericano ai Giochi della XXXI Olimpiade |
|     | Porto Rico        | Torneo di qualificazione nordamericano ai Giochi della XXXI Olimpiade |
| 4   | Messico           | Torneo di qualificazione nordamericano ai Giochi della XXXI Olimpiade |
| 5   | Honduras          |                                                                       |
| 6   | Trinidad e Tobago |                                                                       |
| 7   | Costa Rica        |                                                                       |

## Premi individuali
| Premio                | Nome                   | Squadra    |
| --------------------- | ---------------------- | ---------- |
| MVP                   | Nicholas Hoag          | Canada     |
| Miglior realizzatore  | Richard Hall           | Costa Rica |
| Miglior servizio      | Nicholas Hoag          | Canada     |
| Miglior difesa        | Dennis Del Valle       | Porto Rico |
| Miglior ricezione     | Yonder García          | Cuba       |
| Miglior palleggiatore | Pedro Rangel           | Messico    |
| Miglior opposto       | Rolando Cepeda         | Cuba       |
| Miglior schiacciatore | John Perrin            | Canada     |
| Miglior schiacciatore | Jorge Barajas          | Messico    |
| Miglior centrale      | Luis Sosa              | Cuba       |
| Miglior centrale      | Daniel Jansen VanDoorn | Canada     |
| Miglior libero        | Dennis Del Valle       | Porto Rico |